# Djurgårdens IF Fotboll 1907
Djurgårdens IF Fotboll, spelade i Stockholmsserien, klass 1 1907. DIF vann serien. Man förlorade semifinalen mot IFK Stockholm med 3-0 på Idrottsparken i Stockholm.